# Walworth (Wisconsin)
Walworth – miasto w Stanach Zjednoczonych, w stanie Wisconsin, w hrabstwie Walworth.